# Mourilyan Reef
Mourilyan Reef är ett rev i Australien.   Det ligger i Torres sund, 3 km söder om Gabba Island, i delstaten Queensland.